# Stars (Jennifer Ewbank)
Stars è il secondo singolo della cantante olandese Jennifer Ewbank, pubblicato l'14 settembre 2011 dall'etichetta discografica Cloud 9. È il secondo ad essere estratto dall'album di debutto della cantante, intitolato London Tree e pubblicato nell'ottobre dello stesso anno.
Il singolo è entrato alla novantaquattresima posizione della classifica olandese e vi è rimasto per una sola settimana in totale.

## Tracce
Download digitale
1. Stars - 3:13

## Classifiche
| Classifica (2011) | Posizione massima |
| ----------------- | ----------------- |
| Paesi Bassi       | 94                |